# (17784) Banerjee
(17784) Banerjee (1998 FF30) – planetoida z grupy pasa głównego asteroid okrążająca Słońce w ciągu 3,77 lat w średniej odległości 2,42 j.a. Odkryta 20 marca 1998 roku.